# KSR-I
El KSR-I fue el primer cohete sonda surcoreano desarrollado a principios de los años 1990. KSR significa Korean Sounding Rocket. Sólo se lanzaron dos cohetes KSR-I.
Lanzado por primera vez el 4 de junio de 1993 y por segunda y última vez el 1 de septiembre del mismo año, se trata de un cohete de combustible sólido que no utiliza sistema de guiado. Las misiones consistieron en la medición de la distribución vertical de ozono estratosférico sobre la península coreana mediante un radiómetro ultravioleta. También se midieron parámetros como la temperatura y la aceleración para estudiar el comportamiento del cohete.

## Especificaciones
- Carga útil: 150 kg
- Apogeo: 75 km
- Empuje en despegue: 86 kN
- Masa total: 1200 kg
- Diámetro: 0,42 m
- Longitud total: 6,7 m